# Austin Psych Fest
Austin Psych Fest est un festival d’art et de musique  se tenant chaque année à Austin, Texas. Il est organisé par les Black Angels et la Reverberation Appreciation Society. Il rend hommage à la ville qui a vu naître le mouvement psychédélique dans les années 60, notamment grâce au groupe 13th Floor Elevators. L’Austin Psych Fest 6 s’est tenu du 25 au 28 avril 2013 avec une soixantaine d'artistes internationaux à l'affiche dont Deerhunter, les brésiliens de Os Mutantes ou les français de Wall Of Death,. En 2013, la  première édition de la déclinaison  européenne du festival est organisée au Chabada à Angers,.

## Programmation

### Édition 2013
- Jeudi 25 avril : A Place to Bury Strangers, METZ, Odonis Odonis, Allah-Las, ...
- Vendredi 26 avril : Black Rebel Motorcycle Club, The Raveonettes, Warpaint, Tinariwen, Besnard Lakes, Bass Drum of Death, Acid Mothers Temple, Silver Apples, The Soft Moon, Suuns...
- Samedi 27 avril :  Deerhunter, Os Mutantes, Black Mountain, Boris, Night Beats, Golden Animals, The Warlocks, Man or Astro-man?, Quintron and Miss Pussycat...
- Dimanche 28 avril : Moving Sidewalks, The Black Angels, Roky Erickson, The King Khan & BBQ Show, The Growlers, Dead Skeletons, ...

### Édition 2012
- Vendredi 27 avril: The Black Angels, Dead Meadow, Disappears, Psychic Ills, Night Beats, Moon Duo, ...
- Samedi 28 avril: Black Lips, Olivia Tremor Control, Pink Moutaintops, Spindrift, Amen Dunes, ...
- Dimanche 29 avril: The Brian Jonestown Massacre, Thee Oh Sees, Wooden Shjips, Blue Angel Lounge, ...

### Édition 2011
- Vendredi 29 avril: Omar A Rodriguez, A Place to Bury Strangers, Crystal Stilts, Atlas Sounds, Night Beats, Blue Angel Lounge, ...
- Samedi 30 avril: Spectrum, Black Moth Super Rainbow, Crocodiles, Black Ryder, Weird Owl, ...
- Dimanche 1er Mai: The Black Angels, Roky Erickson, The Growlers, The Cult of Dom Keller, ...

## DVD
Des documentaires récapitulant les éditions sont publiés depuis la troisième édition du festival,.